# Арианит Ходжа
Арианит Ходжа (на албански: Arianit Hoxha; на македонска литературна норма: Арјанит Хоџа) е политик от Северна Македония, министър на земеделието, горите и водното стопанство от 30 август 2020 г.

## Биография
Роден е на 18 октомври 1986 г. в Ресен. От ноември 2003 до април 2004 г. е координатор на проект на Организацията за сигурност и сътрудничество на Европа (ОССЕ). Между октомври 2005 и септември 2006 г. е член на Европейския младежки парламент. През 2008 г. завършва Факултета по бизнес администрация на Университета на Югоизточна Европа в Тетово. През 2009 г. основава частна компания в областта на производството и търговията и става неин управител. На 30 август 2020 г. е избран за министър на земеделието, горите и водното стопанство от движение Беса.